# Цитрулін
Цитрулі́н — α-амінокислота. Назва походить від лат. citrullus, родової назви кавуна, з якої він був уперше виділений. В організмі бере участь у реакціях утилізації аміаку. Встановлено, що цитрулін, який тривалий час уважався проміжним продуктом лужної деградації аргініну в орнітин, уходить до складу білків клітин серцевин волосяного покриву ссавців і голок їжатців.

## Застосування
У хворих ревматоїдним артритом часто (не менше 50%) зустрічається автоімунна реакція на білки, що містять цитрулін. Хоча походження такої відповіді не зрозуміле, визначення в крові відповідних антитіл сьогодні стало важливим методом діагностування цього захворювання. 
Вважається, що L-цитрулін забезпечує природне вироблення організмом аргініну починаючи з другої години після вживання й упродовж наступних 20 годин. 
Як харчова добавка застосовується у спортивному харчуванні для прискорення відновлення м'язів після навантажень — виводить молочну кислоту й аміак, відновлює запаси АТФ і креатинфосфорної кислоти.

## Виноски
1. ↑  Citrulline - Compound Summary. PubChem Compound. USA: National Center for Biotechnology Information. 16 вересня 2004. Identification. Процитовано 1 травня 2012.
2. ↑  M. Wada: "Über Citrullin, eine neue Aminosäure im Preßsaft der Wassermelone, Citrullus vulgaris schrad.", in: Biochem. Zeit., 1930, 224, S. 420–429.
3. ↑  Rogers, G. E.; Simmonds, D. H. (19 липня 1958). Content of Citrulline and Other Amino-Acids in a Protein of Hair Follicles. Nature (англ.). Т. 182, № 4629. с. 186—187. doi:10.1038/182186a0. Процитовано 4 квітня 2017.